# Mamoea hughsoni
Mamoea hughsoni är en spindelart som beskrevs av Forster och Wilton 1973. Mamoea hughsoni ingår i släktet Mamoea och familjen Amphinectidae. Inga underarter finns listade i Catalogue of Life.